# Meres (Allande)
Meres es una casería perteneciente a la parroquia de Santa Coloma, en el concejo de Allande, comarca del Narcea, Principado de Asturias, España.